# Pristimantis eurydactylus
Pristimantis eurydactylus é uma espécie de anfíbio  da família Craugastoridae. Pode ser encontrada no Brasil e Peru.
Os seus habitats naturais são: florestas subtropicais ou tropicais húmidas de baixa altitude e regiões subtropicais ou tropicais húmidas de alta altitude.